# Мамът
Мамът (на английски: Mammoth) е град в окръг Пинал, щата Аризона, САЩ. Мамът е с население от 2427 жители (2007) и обща площ от 2,8 km². Намира се на 719 m надморска височина. ЗИП кодът му е 85618, а телефонният му код е 520.